# Тоня Горанова
Тоня Рускова Горанова е българска художничка илюстраторка.

## Биография
През 1975 г. завършва специалност илюстрация в ВИИИ „Николай Павлович“ в класа на доц. Петър Чуклев. Създава екслибриси от 1981 г. Илюстрира множество книги, читанки и учебници за основното образование, смятана е за един от най-добрите илюстратори на детска литература.
През 1988 и 2006 г. е удостоена с наградата на СБХ на името на Александър Денков за високи постижения в изкуството на българската книга.